# Трифонов, Александр Анатольевич
Алекса́ндр Анато́льевич Три́фонов (род. 25 февраля 1962 года) — российский учёный-химик, специалист в области высокомолекулярных соединений, член-корреспондент РАН (2019).

## Биография
В 1989 году защитил кандидатскую диссертацию «Активация молекулярного азота соединениями лантаноидов». Доктор химических наук (2004, диссертация «Комплексы редкоземельных металлов с карбо- и гетерополиеновыми лигандами: синтез, строение, природа взаимодействия металл-лиганд, реакционная способность»), заведующий лабораторией пи-комплексов переходных металлов, директор Института элементоорганических соединений имени А. Н. Несмеянова РАН (с 2018 года), заведующий лабораторией металлокомплексного катализа Института металлоорганической химии имени Г. А. Разуваева РАН.
Офицер ордена Академических пальм (2019).
Автор более 320 печатных работ, в том числе более 210 статей в высокорейтинговых российских и международных журналах, 11 обзоров, а также одной главы в книге.
На апрель 2024 года: количество публикаций — 250, цитирований — 7062, индекс Хирша — 47 (по данным Scopus).
Под его руководством защищены 13 кандидатских диссертаций.

## Научная деятельность
Специалист в области химии металлоорганических и координационных соединений лантаноидов, их применения в гомогенном катализе и в создании новых функциональных материалов.
Основные научные результаты:
- получены в области синтеза новых соединений лантаноидов — эффективных катализаторов реакций гидрофосфинирования, гидроаминирования, гидротиолирования, гидросилилирования непредельных соединений, а также реакций образования связей С-С и С-Si, основанных на селективной активации sp3- и sp2-гибридных С-Н связей.
- Им разработаны катализаторы стереоспецифической полимеризации изопрена;
- катализаторы синтеза биосовместимых и биодеградируемых полимеров на основе циклических полиэфиров;
- синтезированы комплексы лантаноидов, обладающие свойствами мономолекулярных магнетиков, а также координационные полимеры, обладающие одновременно люминесцентными и магнитными свойствами. Водорастворимые наноразмерные частицы полицианомолибдатов гадолиния показали высокую эффективность в качестве контрастных реагентов для ЯМР-томографии.

Обнаружил новые для химии лантаноидов явления, такие как термически индуцированная редокс-изомерия в комплексах иттербия с редокс-активными дииминными лигандами; возможность стерического управления окислительно-восстановительными реакциями; обратимый перенос электрона металл-редокс-активный лиганд, обусловленный природой растворителя.